# Robert Stoller
Robert Jesse Stoller (Bronxville, 15 dicembre 1924 – Los Angeles, 6 settembre 1991) è stato uno psichiatra e psicoanalista statunitense noto principalmente per le sue teorie riguardanti lo sviluppo dell'identità di genere e le dinamiche dell'eccitazione sessuale.

## Biografia
Cresciuto nello Stato di New York, Stoller conseguì nel 1948 la laurea in medicina all'Università della California. Durante la guerra di Corea servì come medico psichiatra la United States Air Force con i gradi di capitano. Nel 1955 iniziò la sua carriera di professore universitario insegnando psichiatria all'UCLA School of Medicine di Los Angeles.
Nella sua opera Sex and gender (1968), Stoller concepì una teoria sullo sviluppo dell'identità di genere in contrasto con la bisessualità biologica sostenuta da Freud. Egli, basandosi su una ricerca estensiva condotta sui transessuali, affermò il principio della femminilità primaria secondo il quale i tessuti biologici e l'identificazione psicologica si orientano inizialmente verso lo sviluppo femminile. In seguito, l'azione di una forza maschile risulta in grado di interrompere la relazione simbiotica con la madre.
Stoller identificò tre diverse componenti che intervengono nella formazione dell'identità di genere, un senso innato e immutabile di mascolinità o femminilità solitamente consolidato a partire dal secondo anno di vita:
- influenze biologiche e ormonali;
- l'assegnazione sessuale alla nascita (dall'ostetrica, dai genitori e dall'ufficio di stato civile);
- influenze ambientali e psicologiche con effetti simili all'imprinting.

Lo psichiatra statunitense distinse inoltre l'identità di genere (consapevolezza conscia o inconscia dell'appartenenza a un determinato sesso) dal ruolo di genere (comportamento sociale esterno mostrato principalmente nel relazionarsi con le altre persone). Le minacce all'identità di genere originaria sono simili alle minacce del senso di sé e danno origine a meccanismi di difesa quali le perversioni.
Stoller si occupò anche di studiare la dinamica delle perversioni sessuali impegnandosi nella loro normalizzazione, notando l'assenza di una netta distinzione tra ciò che si potrebbe definire “malato” da ciò altrimenti definibile “sano” fatta eccezione per la violazione dei diritti altrui. La perversione, definita da Stoller come la forma erotica dell'odio (1975), comporta l'espressione di un'aggressione inconscia sotto forma di vendetta verso una persona che durante i primi anni di vita del bambino ha provocato qualche forma di minaccia alla sua identità di genere tramite un trauma evidente oppure attraverso le frustrazioni legate al complesso di Edipo. 
Riguardo all'eccitazione sessuale, Stoller individuò il ruolo centrale svolto dalle stesse dinamiche perverse, che nascondono ostilità, nella creazione di fantasie erotiche inconsce che vengono trasformate simbolicamente in “trionfi sessuali”. Non considerò l'omosessualità sotto il profilo dei conflitti psichici interni generati dalla non accettazione da parte della società, ma come un insieme di stili sessuali tanto diversi quanto l'eterosessualità.
Morì il 6 settembre 1991, all'età di 66 anni, in seguito a un incidente nei pressi della sua abitazione a Los Angeles. Stoller era sposato con Sybil A. White, rimasta lievemente ferita durante l'incidente, ed era padre di quattro figli.

## Opere
- Robert Stoller; Sex and Gender: On the Development of Masculinity and Femininity, Science House, New York City (1968)
- Robert Stoller; Splitting: A Case of Female Masculinity, Quadrangle, New York, (1973)
- Robert Stoller; Perversion: The Erotic Form of Hatred, Pantheon, New York, (1975)
- Robert Stoller; Sexual Excitement: Dynamics of Erotic Life, Pantheon, New York (1979)
- Robert Stoller; Observing the Erotic Imagination, Yale University Press, New Haven, (1985)
- Robert Stoller; Presentations of gender, Yale University Press, New Haven, (1985)
- Kenneth Mark Colby, Robert Stoller; Cognitive Science and Psychoanalysis, Lawrence Erlbaum Associates, (1988)
- Gilbert Herdt, Robert Stoller; Intimate communications: erotics and the study of culture, Columbia University Press, New York (1990)
- Robert Stoller; Porn. Myths for the Twentieth Century, Yale University Press, New Haven, (1991)
- Robert Stoller; Pain and Passion: A Psychoanalyst Explores the World of S & M, Plenum Press, New York (1991)
- Robert Stoller, Ira S. Levine; Coming Attractions: The Making of an X-Rated Video, Yale University Press, New Haven (1993)